# رافاييل بيريرا
رافاييل بيريرا (بالبرتغالية: Rafael Pereira dos Santos‏) هو لاعب كرة قدم برازيلي في مركز الدفاع، ولد في 18 نوفمبر 1984 في البرازيل. لعب مع بوتافوغو ريغاتاس ونادي جوفنتودي ونادي سبورت ريسيفه ونادي شابيكوينسي ونادي كريسيوما ونادي ساو كارلوس وClube Atlético Metropolitano ‏ وGrêmio Esportivo Juventus ‏ ونادي ناوتيكو وEsporte Clube Operário de Mafra ‏ وCS Gaz Metan Mediaș ‏.

## وصلات خارجية
- رافاييل بيريرا على موقع قاعدة بيانات كرة القدم.إي يو (الإنجليزية)
- رافاييل بيريرا على موقع Soccerway.com (الإنجليزية)